# Boeing F8B
Boeing F8B (inne oznaczenia: Boeing XF8B, Boeing 400) – ciężki myśliwiec amerykański zaprojektowany na zamówienie US Navy w zakładach Boeinga.  F8B miał służyć w rolach myśliwca przechwytującego, myśliwca eskortowego dalekiego zasięgu, samolotu bombowego, bombowca nurkującego i samolotu torpedowego. Z tego też względu nazywano go ironicznie "pięć w jednym", ponieważ zgodnie z planami miał zaspokajać wszystkie potrzeby, stawiane przed samolotem w służbie morskiej.
W czasie kiedy powstał jego projekt był to największy jednomiejscowy, jednosilnikowy myśliwiec amerykański. Jego jednostką napędową był 28-cylindrowy silnik gwiazdowy Pratt & Whitney XR-4360-10 o mocy 2200 kW (3000 KM) chłodzonym powietrzem, napędzający dwa śmigła przeciwbieżne. Miał być uzbrojony w sześć karabinów maszynowych 12,7 mm lub sześć działek 20 mm i być w stanie udźwignąć 1415 kg bomb lub jedną torpedę ważącą 900 kg.
Budowę trzech prototypów rozpoczęto w maju 1943. Pierwszy z nich został oblatany 27 listopada 1944 r., dwa pozostałe trafiły do Marynarki Wojennej dopiero po wojnie. Jeden z tych samolotów był także testowany przez USAAF.